# Ратни дневник
Ратни дневник: званични извештаји Ратног пресбироа био је дневни часопис који је доносио извештаје Ратног пресбироа Србије у Првом светском рату, од 1914. до 1918. године.

## Историјат
Часопис је почео да излази у Ваљеву 1. јуна 1914. и његов први власник и уредник био је Светозар Јовановић. Од 70. броја исте године власник и уредник је био Божидар Божа Димитријевић. Одговорни уредник од броја 243. из 1915. био је Владимир М. Анђелковић..
Место издавања се такође мењало током времена па је од броја 99. из 1914. излазио у Крагујевцу, а од броја 13. из 1916. издаван је у Солуну.
Током 1914. излазио је и дневни часопис „Ратни Пресбиро”, 40 бројева од 23. јула до 31. августа 1914, имали су поклапања - исти текст и слог.

## Доступност
Часопис је микрофилмован. Дигитализован је и претражив у збирци новина Универзитетске библиотеке „Светозар Марковић”.